# Bataille d'Anholt
Guerres napoléoniennes
Batailles
Guerre des canonnières
Guerres anglaises (Scandinavie)
La bataille d'Anholt, qui se déroula le 27 mars 1811, est une bataille amphibie qui se solda par une lourde défaite pour les Danois. Un monument en souvenir de la bataille est aujourd'hui situé dans le village d'Anholt.

## Sources
- (en) Cet article est partiellement ou en totalité issu de l’article de Wikipédia en anglais intitulé « Battle of Anholt » (voir la liste des auteurs).